# Rajd Antibes 2005
Rajd Antibes 2005 (40. Rallye d'Antibes - Côte d'Azur) – 40 edycja rajdu samochodowego Rajd Antibes rozgrywanego we Francji. Rozgrywany był od 28 do 30 października 2005 roku. Była to dziewiąta runda Rajdowych Mistrzostw Europy w roku 2005. Składał się z 18 odcinków specjalnych.

## Klasyfikacja rajdu
| Miejsce                      | Kierowca                     | Pilot                        | Samochód                      | Czas                         | Strata                       |                              |
| Klasyfikacja generalna i ERC | Klasyfikacja generalna i ERC | Klasyfikacja generalna i ERC | Klasyfikacja generalna i ERC  | Klasyfikacja generalna i ERC | Klasyfikacja generalna i ERC | Klasyfikacja generalna i ERC |
| ---------------------------- | ---------------------------- | ---------------------------- | ----------------------------- | ---------------------------- | ---------------------------- | ---------------------------- |
| 1.                           | Cédric Robert                | Gérald Bedon                 | Renault Clio S1600            | 3:19:35.2                    | 0.0                          |                              |
| 2.                           | Giandomenico Basso           | Mitia Dotta                  | Fiat Punto S1600              | 3:19:43.1                    | +7.9                         |                              |
| 3.                           | Simon Jean-Joseph            | Jack Boyere                  | Renault Clio S1600            | 3:19:49.8                    | +14.6                        |                              |
| 4.                           | Paolo Andreucci              | Anna Andreussi               | Fiat Punto S1600              | 3:22:52.3                    | +3:17.1                      |                              |
| 5.                           | Renato Travaglia             | Flavio Zanella               | Renault Clio S1600            | 3:25:54.1                    | +6:18.9                      |                              |
| 6.                           | Aaron Burkart                | Kevin Zemanik                | Citroën Saxo S1600            | 3:35:10.8                    | +15:35.6                     |                              |
| 7.                           | Roman Odložilík              | Miroslav Fanta               | Renault Clio S1600            | 3:38:34.8                    | +18:59.6                     |                              |
| 8.                           | Miroslav Jandík ml.          | Roman Konečný                | Mitsubishi Lancer Evo VII     | 3:40:54.3                    | +21:19.1                     |                              |
| 9.                           | Georgi Tanev                 | Petar Sivov                  | Subaru Impreza STi N11 Spec C | 3:41:42.0                    | +22:06.8                     |                              |
| 10.                          | Giovanni Ruggeri             | Andrea Niccolai              | Renault Clio S1600            | 3:41:43.8                    | +22:08.6                     |                              |